# Acrorchis roseola
Acrorchis roseola är en orkidéart som beskrevs av Robert Louis Dressler. Acrorchis roseola ingår i släktet Acrorchis och familjen orkidéer. Inga underarter finns listade i Catalogue of Life.